# Колумбийска змия
Колумбийската змия (Amastridium sapperi) е вид влечуго от семейство Dipsadidae. Видът не е застрашен от изчезване.

## Разпространение
Разпространен е в Белиз, Гватемала, Мексико и Хондурас.